# Linfangione

Il funzionamento di un linfangione

Il linfangione in anatomia del sistema circolatorio linfatico rappresenta la porzione di vaso linfatico compresa tra due valvole contigue, dotata di capacità linfopropulsiva intrinseca. 

## Generalità
Come nelle vene anche nei vasi linfatici propriamente detti o vasi collettori si trovano valvole a nido di rondine per impedire il reflusso del fluido verso la periferia. Il tratto di collettore compreso tra due valvole viene appunto chiamato linfangione. La caratteristica del linfangione è di possedere la capacità di contrarsi in maniera autonoma: rappresentano pertanto la più piccola unità motoria di drenaggio linfatico, originariamente chiamata cuore microlinfatico.

## Il linfangione nel suo contesto
La contrazione del linfangione dà origine a un treno di impulsi che si susseguono automaticamente; la frequenza di queste onde di contrazione spontanea, simili alla peristalsi intestinale, è lenta. I linfangioni contigui si contraggono alternativamente.
La frequenza e la forza con cui la parete muscolare di un linfangione si contrae dipende dallo stato del suo riempimento: quando nel linfangione viene raggiunto un riempimento tale da determinare una pressione interna di 3-4 cm H2O, lo stiramento delle pareti determina la contrazione muscolare, che induce lo svuotamento della linfa in entrambe le direzioni; la presenza delle valvole impedisce il reflusso nel linfangione precedente, ottenendo in tal modo un flusso centripeto. Tale attività spontanea, in condizioni di riposo, determina circa 10–12 contrazioni al minuto con pause di 5–6 secondi (fase di contrazione muscolare rapida, fase di distensione lenta).
Quando però il carico linfatico aumenta, l'attività dei linfangioni accelera. L'aumento della pressione interna determina quindi, sia per un fenomeno riflesso a partenza da recettori di distensione presenti nella parete che per una stimolazione diretta delle fibre muscolari, un aumento sia della frequenza che dell'ampiezza delle contrazioni (effetto cronotropo e inotropo positivo).
Altri stimoli però possono influenzare l'attività contrattile del linfangione:
- L'aumento della pressione esterna: ogni volta che un vaso linfatico subisce una compressione dall'esterno la linfa riceve una spinta in entrambe le direzioni, ma grazie alle valvole soltanto la direzione centripeta è permessa. Questa stimolazione non avviene soltanto per un aumento della pressione diretta, ma anche per distensioni longitudinali; al contrario l'azione di forze tangenziali determina uno spasmo linfatico. I fattori che esercitano tali compressioni sono, in ordine di importanza: la contrazione muscolare, i movimenti passivi delle parti corporee, la pulsazione di arterie contigue (quest'ultima è particolarmente utile per i collettori profondi);

- Stimolazione nervosa: i vasi linfatici sono innervati dal sistema nervoso simpatico (l'innervazione della parete è concentrata nella porzione mediale del linfangione) ed è dimostrata una risposta alla stimolazione simpatica;

- Stimoli farmacologici: molti agenti farmacologici agiscono direttamente a livello della muscolatura parietale linfatica, influenzandone l'attività; tra i principali si ricordano i benzopironi (in particolare la cumarina) e la L-arginina;

- La temperatura: un rialzo termico determina un aumento della frequenza di contrazione dei linfangioni; questo accade però soltanto fino ai 41 °C, oltre ai quali si assiste a una caduta del flusso per linfangioparalisi. Le basse temperature determinano invece, sotto i 22 °C, un arresto del flusso linfatico per linfangiospasmo.

- Correnti elettriche: l'effetto di correnti soglia è stimolante, mentre quello di correnti faradiche è spasmizzante;

Il tono vasale gioca un ruolo significativo nel determinare la contrazione iniziale.